# Cưa Gigli

Cưa dây Gigli

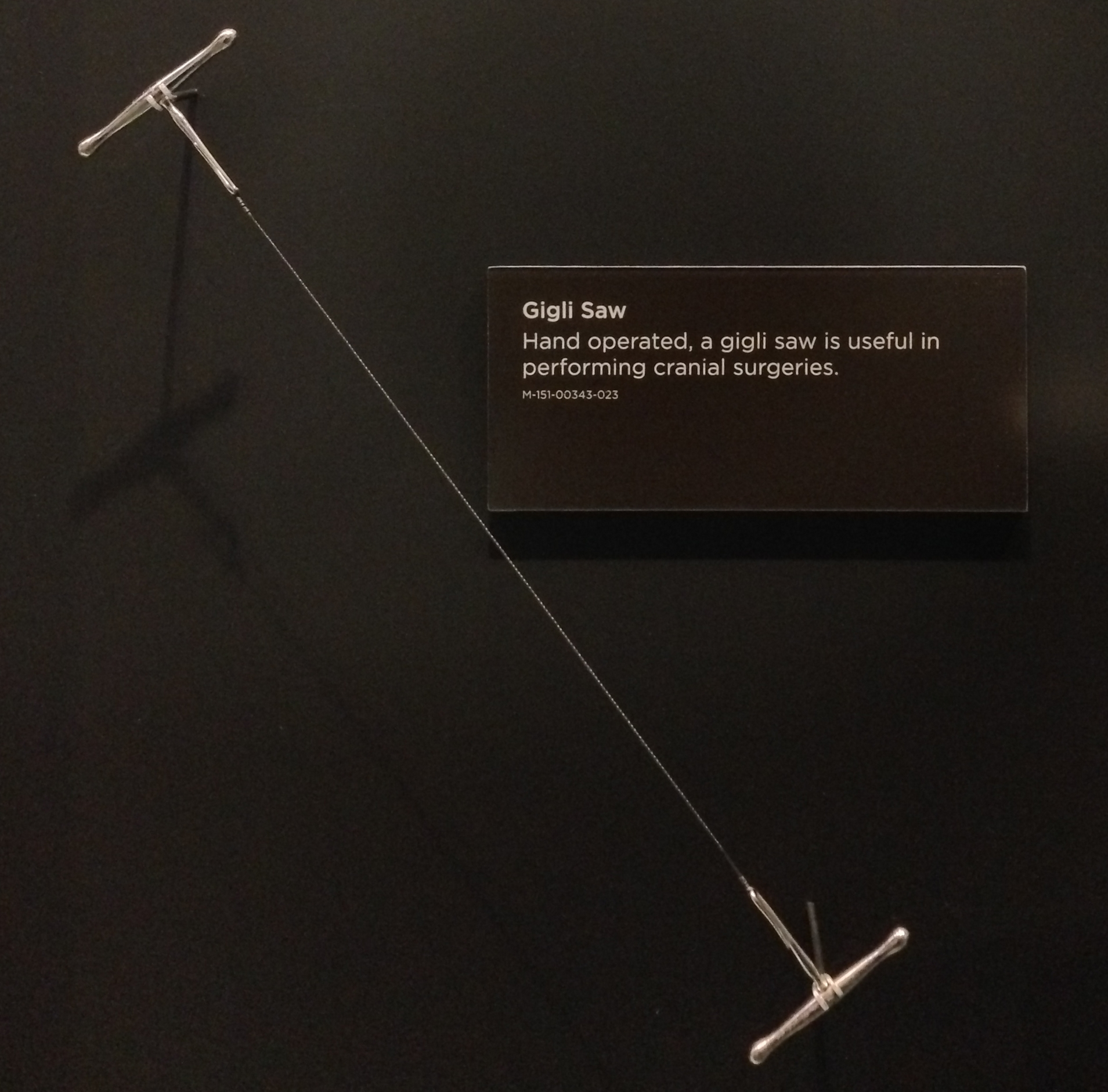
Phẫu thuật viên sử dụng cưa gigli trong các ca phẫu thuật sọ não.

Cưa Gigli là một loại cưa dây được bác sĩ phẫu thuật sử dụng để cắt xương. Cưa Gigli chủ yếu được sử dụng để cắt cụt chi. Xương của chi cần được cắt gọn gàng ngang mức mỏm cụt.
Bác sĩ sản khoa người Ý Leonardo Gigli là người phát minh ra loại cưa này để đơn giản hóa việc thực hiện phẫu thuật cắt xương mu (cắt xương vệ) ở những ca chuyển dạ ngừng tiến triển.
Bộ phim kinh dị Saw X (2023) có nhắc đến dụng cụ phẫu thuật này.